# 希农堡（城）区
希农堡（城）区（法語：Arrondissement de Château-Chinon (Ville)），通常简称作希农堡区（Arrondissement de Château-Chinon），是法国勃艮第-弗朗什-孔泰大區涅夫勒省的一个区。该区在2017年1月涅夫勒省的区重组之后辖有80个市镇。